# Hultsjön (Hultsjö socken, Småland)
Hultsjön är en sjö i Sävsjö kommun i Småland och ingår i Emåns huvudavrinningsområde. Sjön är 10,9 meter djup, har en yta på 0,557 kvadratkilometer och är belägen 219 meter över havet. Sjön avvattnas av vattendraget Emån.

## Delavrinningsområde
Hultsjön ingår i det delavrinningsområde (635006-143701) som SMHI kallar för Inloppet i Frissjön. Avrinningsområdets medelhöjd är 235 meter över havet och ytan är 25,28 kvadratkilometer. Det finns ett delavrinningsområde uppströms, och räknas det in blir den ackumulerade arean 41,4 kvadratkilometer. Emån som avvattnar avrinningsområdet har biflödesordning 2, vilket innebär att vattnet flödar genom totalt 2 vattendrag innan det når havet efter 208 kilometer. Delavrinningsområdet består mestadels av skog (62 procent) och jordbruk (17 procent). Avrinningsområdet har 0,84 kvadratkilometer vattenytor vilket ger det en sjöprocent på 3,3 procent.